# 什魯斯伯里修道院
什魯斯伯里修道院（英語：Abbey Church of Saint Peter and Saint Paul, Shrewsbury）是位於英格蘭什羅普郡什魯斯伯里的一座修道院建築。什魯斯伯里修道院始建於1083年，現在被列入英國I級登錄建築，並且是大教堂群的成員之一，位於什魯斯伯里中心的東部。